# Mier (Zuid-Afrika)
Mier (officieel Mier Plaaslike Munisipaliteit) is een gemeente in het Zuid-Afrikaanse district ZF Mgcawu.
Mier ligt in de provincie Noord-Kaap en telt 7003 inwoners (2011). De gemeente grenst aan een van 's werelds grootste natuurreservaten, het Kgalagadi Transfrontier Park.
De naam Mier is afgeleid van Duitse ontdekkingsreizigers die het gebied "Meere" noemden, naar de diverse meren die ze er aantroffen. Later werd dit in de volksmond onder invloed van het Engels verbasterd tot "Mier".
De gemeente kent volgens de census van 2011 het hoogste percentage Afrikaanssprekenden in Zuid-Afrika, te weten 97%.

## Hoofdplaatsen
Het nationaal instituut voor de statistiek, Stats SA, deelt sinds de census 2011 deze gemeente in in 8 zogenaamde hoofdplaatsen (main place):
Askham • Kalahari Gemsbok National Park • Klein Mier • Loubos • Mier • Mier NU • Philandersbron • Rietfontein.